# Sekavcovití
Sekavcovití (Cobitidae) jsou čeleď paprskoploutvých ryb z řádu máloostní (Cypriniformes).

## Systematika
Za popisnou autoritu sekavcovitých je pokládán anglický přírodovědec William Swainson (1838). Systematicky tato čeleď spadá do řádu máloostní (Cypriniformes) a podřádu Cobitoidei.
Následující seznam platných recentních rodů je aktuální k 1. červnu 2025 a vychází z Eschmeyer's Catalog of Fishes:
- Acanthopsoides Fowler, 1934
- Acantopsis van Hasselt, 1823
- Bibarba Chen & Chen, 2007
- Canthophrys Swainson, 1838
- Cobitis Linnaeus, 1758
- Ellopostoma Vaillant, 1902
- Koreocobitis Kim, Park & Nalbant, 1997
- Kottelatlimia Nalbant, 1994
- Lepidocephalichthys Bleeker, 1863
- Lepidocephalus Bleeker, 1858
- Microcobitis Bohlen & Harant, 2011
- Misgurnus Lacepède, 1803
- Neoeucirrhichthys Bănărescu & Nalbant, 1968
- Pangio Blyth, 1860
- Paralepidocephalus Tchang, 1935
- Protocobitis Yang & Chen, 1993
- Quintabarbates Roberts, 2020
- Sabanejewia Vladykov, 1929
- Theriodes Kottelat, 2012

Ve starších zdrojích se lze setkat i s jinými způsoby vymezení této čeledi, které však nemusí splňovat kladistický požadavek na monofyletismus taxonů. Zmínku zasluhuje dnes již samostatná čeleď sekavkovitých (Botiidae), ještě na začátku 21. století řazená jako podčeleď sekavcovitých. Ačkoli obě skupiny sdílí pohyblivý trn u oka, jejich sesterský vztah je již zavrhován.

## Charakteristika

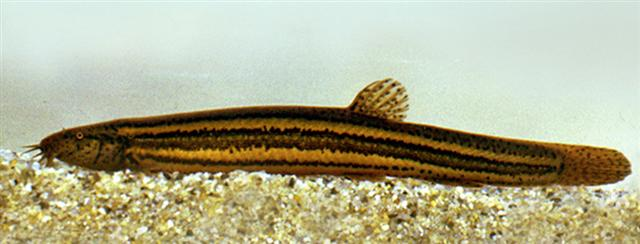
Piskoř pruhovaný (Misgurnus fossilis)

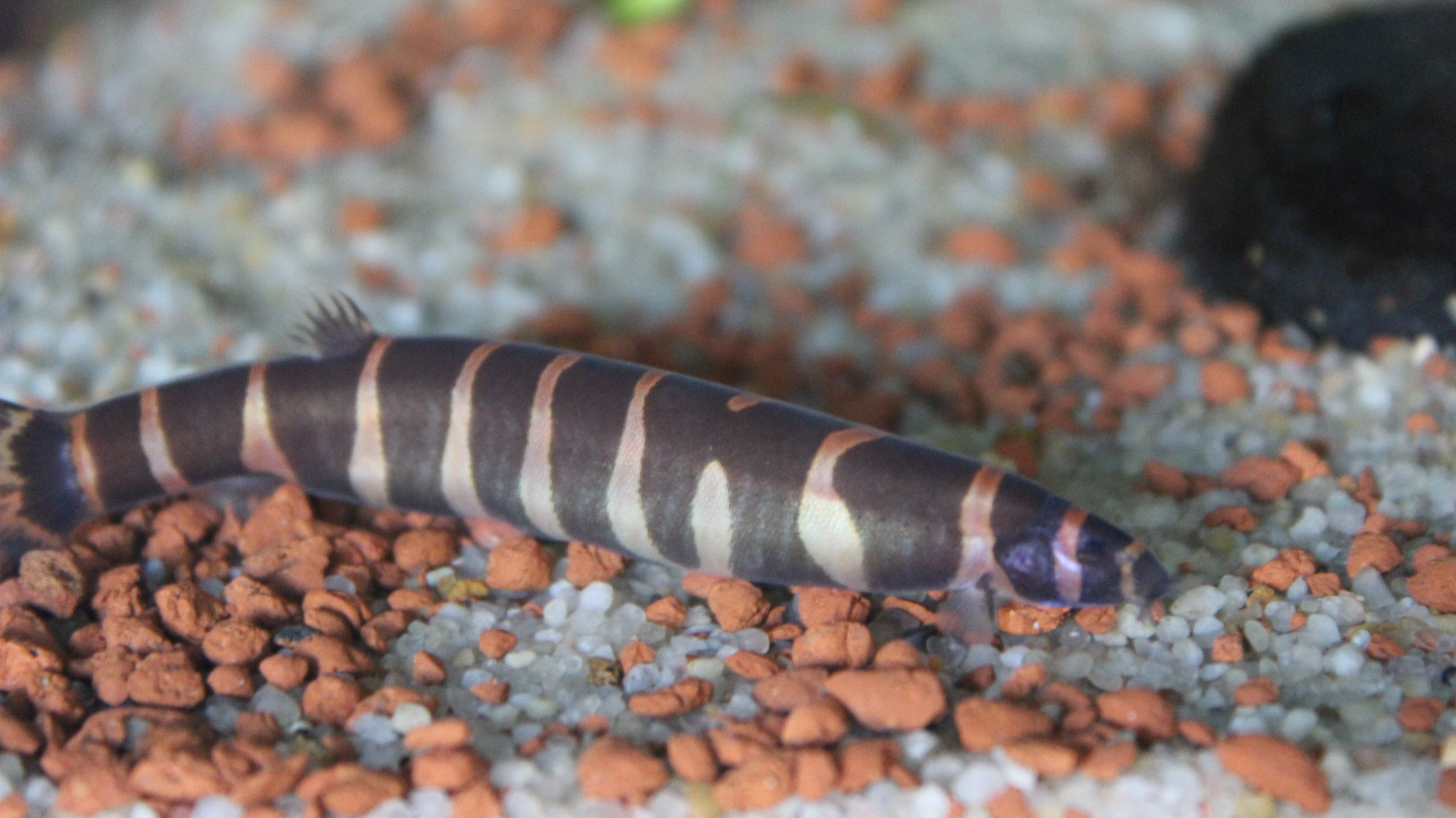
Sekavec příčnopásý (Pangio kuhlii)

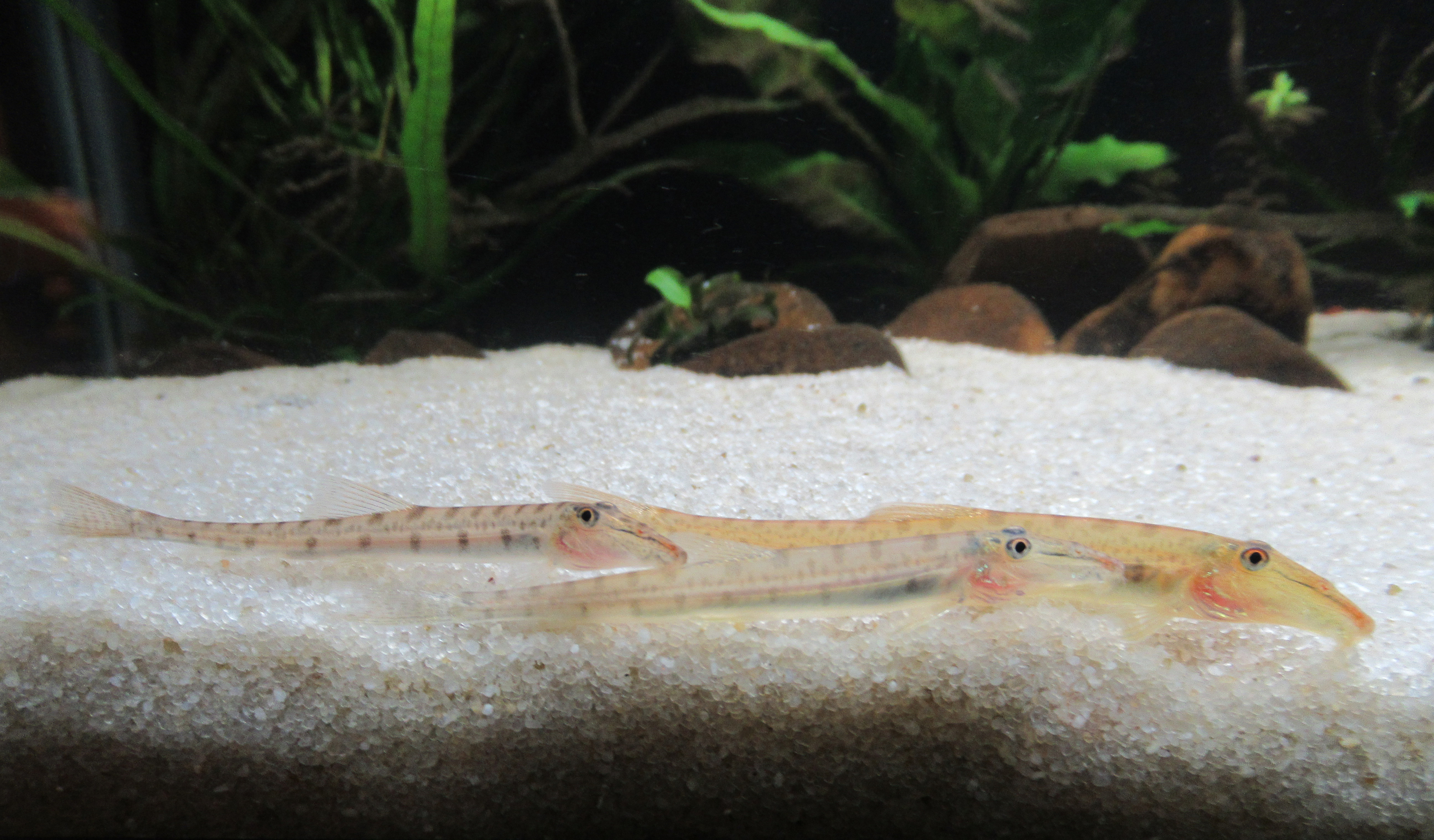
Acantopsis rungthipae

Sekavcovití jsou ryby protáhlého až vřetenovitého tvaru těla, největší z nich dosahují délky asi 40 cm. Vyjma některých detailních osteologických znaků je charakterizuje například pohyblivý trn u oka, subterminální ústa s 3–6 páry vousků nebo zaoblená až mírně vykrojená ocasní ploutev (vzácně vidlicovitá, například u rodů Acantopsis a Lepidocephalichthys). V hltanu lze pozorovat jednu řadu požerákových zubů.
Sekavcovití se přirozeně vyskytují ve sladkých a také brakických vodách Evropy, Asie a severní Afriky (Maroko). Na území Česka žije šířeji piskoř pruhovaný (Misgurnus fossilis) a sekavec podunajský (Cobitis elongatoides), zjištěna byla i přítomnost sekavčíka balkánského (Sabanejewia balcanica). Sekavcovití, jako například piskoř dálnovýchodní (Misgurnus anguillicaudatus), mohou obývat i sezónně vysychající toky. Období sucha jim pak pomáhá přečkat zadní část střeva, jež slouží jako přídatný dýchací orgán.
Sekavci velmi často hybridizují, výslední kříženci bývají diploidní či triploidní. Zatímco hybridní samci jsou sterilní, hybridní samice sekavců se rozmnožovat obvykle mohou. Pozorována je tzv. gynogeneze (kdy samčí pohlavní buňka jen stimuluje vývoj vajíčka, ale její genetická informace je eliminována), u triploidních jedinců pak tzv. meiotická hybridogeneze (při vzniku pohlavních buněk dochází k eliminaci té chromozomální sádky, která je jen v jedné kopii, výsledné potomstvo je diploidní).

## Význam
Mezi sekavcovitými se objevuje řada druhů ceněných v akvaristice, zejména zástupci rodů Acantopsis, Pangio a Misgurnus. Poslední jmenovaný je však kvůli jedincům vypuštěným do volné přírody na mnoha místech invazní, například v Severní Americe nebo Austrálii. Dá se konzumovat i jejich maso, například piskoř pruhovaný ztrácí po pobytu v čisté vodě bahnitou chuť a jde o chutnou konzumní rybu.